# Anniny lázně
Anniny lázně (maďarsky Anna-fürdő, dříve známé také jako Parní lázně) jsou historickou lázeňskou budovou v centru maďarského Segedína. Budova v neorenesančním stylu s orientálními prvky byla postavena v roce 1896 podle plánů vídeňských architektů Adolfa Lánga a Antala Steinhardta.
Lázně vznikly po velké povodni, která zničila velkou část města a po které nezůstaly ve městě téměř žádné lázně. Vznik nových byl schválen městským zastupitelstvem a na počátku 90. let 19. století zakoupen pozemek, kde měl být objekt postaven. Jeho velikost se však nakonec ukázala být nad finanční možnosti tehdejšího Segedína a tak byl projekt ještě před dokončením značně zredukován. Budova byla dokončena v roce 1896 a otevřena dne 6. září. Chyby v projektu vedly k tomu že již v letech 1906 až 1909 musely být lázně přestavěny.
Svůj současný název mají podle tzv. Anenského vrtu, která byla proveden v roce 1927 blízko lázní a který přiváděl vodu o teplotě 52 °C do celého komplexu. Hluboký byl 944 metrů. Za druhé světové války byl pod lázněmi vybudován kryt pro cca 50 lidí. V 50. letech 20. století byla přestavěna střecha lázní. V roce 2004 byl celý komplex zrekonstruován.